# Spelling Television
Spelling Television Inc. (inicialmente conhecida como Aaron Spelling Productions, Spelling Entertainment Inc. e Spelling Entertainment Group) foi uma empresa de produção televisiva que produziu séries populares como Sunset Beach, Charmed, Beverly Hills, 90210, 7th Heaven, Dinasty e Melrose Place.

## História
Em 1988, Aaron Spelling Productions Entertainment adquiriu Laurel Entertainment e Carl Lindner, Jr.'s Worldvision Enterprises, Inc. Todas as três empresas passaram a fazer parte da Spelling Inc. A participação na empresa foi adquirido pela Blockbuster Entertainment (empresa adquirida pela Viacom em 1994). O restante da Spelling Entertainment foi adquirida pela Viacom em 1999, mas o negócio foi fechado em 2000.
Antes da fusão com a Viacom, a maioria dos shows da Spelling Television foram distribuídos pela Worldvision, as séries mais antigas eram distribuídos por vários outros, incluindo a Warner Bros. Television, 20th Century Fox Television e Sony Pictures Television).
Após a fusão, a Worldvision integrou a Republic Pictures, portanto, o desativação da Worldvision como uma empresa de produção. As funções de distribuição Worldvision continuou por um curto tempo até a Paramount Television assumir funções de distribuição (Viacom comprou a Paramount Communications em 1994).
No início dos anos 1990, Beverly Hills, 90210 e Melrose Place exibidos na Fox ajudou a impulsionar ainda mais e chegar a uma nova geração dos jovens telespectadores adolescentes.
Na década de 1990, o The WB foi lançado, a maior e mais bem sucedida série durante seu tempo de operação foi 7th Heaven para dez estações. Em 2006, outra nova rede, a CW, usou 7th Heaven, em sua primeira temporada de funcionamento.
As séries exibidas na ABC, Fox, WB foram uma grande oportunidade para a empresa entrar no ramo de produção televisiva.
A empresa também foi uma das primeiras empresas de produção ativamente executar um site para um série que eles produziram, quando a internet era apenas novata na década de 1990. O site foi para Melrose Place.
Em 2000, Aaron Spelling continuou ativo e envolvido como presidente até sua morte em 2006. presidente da companhia, Jonathan Levin tratou operações do dia a dia e antigo parceiro de produção de Spelling, E. Duke Vincent ajudou a orientar a empresa.
Spelling Television foi finalmente reduzida ainda mais e tornou-se uma unidade da CBS Paramount Television (atual CBS Television Studios), que é em si uma divisão da CBS Corporation, após a divisão da Viacom e CBS Corporation no final de 2005. A empresa deixou de operar efetivamente como uma empresa separada, até que Aaron Spelling faleceu, em 2006.
7th Heaven foi a última série produzida pela Spelling Television.
A empresa é atualmente uma unidade da CBS Television Studios.